# Stora Öresjön, Västergötland
Stora Öresjön är en sjö i Marks kommun i Västergötland och ingår i Rolfsåns huvudavrinningsområde. Sjön är 30 meter djup, har en yta på 2,47 kvadratkilometer och befinner sig 104,1 meter över havet.

## Delavrinningsområde
Stora Öresjön ingår i det delavrinningsområde (638783-129401) som SMHI kallar för Utloppet av Stora Öresjön. Medelhöjden är 118 meter över havet och ytan är 9,12 kvadratkilometer. Det finns ett avrinningsområde uppströms, och räknas det in blir den ackumulerade arean 13,85 kvadratkilometer. Sundstorpsån som avvattnar avrinningsområdet har biflödesordning 2, vilket innebär att vattnet flödar genom totalt 2 vattendrag innan det når havet efter 27 kilometer. Avrinningsområdet består mestadels av skog (54 %). Avrinningsområdet har 2,54 kvadratkilometer vattenytor vilket ger det en sjöprocent på 27,8 %.